# 三氟甲硫醇亚铜
三氟甲硫醇亚铜是铜的三氟甲硫醇盐，化学式为CuSCF3。它可用于在有机物中引入-SCF3基团。

## 制备及性质
氟化铜、硫和三甲基三氟甲基硅烷在乙腈中于80 °C反应，可以得到三氟甲硫醇亚铜。三氟甲硫醇银和溴化亚铜的反应也是制备方法之一。
它也能由铜粉和三氟甲硫醇汞的放热反应得到，生成物为亮橙色固体，用乙醚处理后可以得到浅绿色的CuSCF3，但乙醚不能完全除去。它在碱性溶剂中迅速配位，和乙腈也能形成CuSCF3·CH3CN；和2,2'-联吡啶形成(bpy)CuSCF3。